# John Charles Polanyi
John Charles Polanyi (Berlino, 23 gennaio 1929) è un chimico tedesco naturalizzato canadese.

## Biografia
Nacque a Berlino, figlio del chimico ungherese di origine ebraica Michael Polanyi. Nel 1933 la sua famiglia traslocò in Inghilterra, dove studiò chimica all'Università di Cambridge, laureandosi nel 1952. Nello stesso anno emigrò in Canada, dove lavorò nel National Research Council di Ottawa, ed in seguito nell'Università di Princeton e nell'Università di Toronto, dove divenne professore di chimica nel 1956.

## Investigazioni scientifiche
In seguito realizzò investigazioni riguardo alla chemiluminescenza infrarossa, radiazione che emettono le molecole quando le rotazioni e vibrazioni interne si rallentano.
L'analisi di queste radiazioni fornisce delle informazioni dettagliate sulla distribuzione di energia dentro gli elementi chimici ed al rapporto di questa distribuzione con i particolari delle sequenze dei fenomeni che accadono durante la reazione chimica.
Nel 1986 fu premiato, insieme al chimico statunitense Dudley R. Herschbach ed al taiwanese Yuan T. Lee, con il premio Nobel per la chimica per i loro contributi alle dinamiche dei processi chimici elementari.